# Гута-Забелоцкая
Гу́та-Забе́лоцкая (укр. Гута-Забілоцька) — село на Украине, находится в Радомышльском районе Житомирской области.
Код КОАТУУ — 1825082602. Население по переписи 2001 года составляет 123 человека. Почтовый индекс — 12263. Телефонный код — 4132. Занимает площадь 0,711 км².

## Адрес местного совета
12262, Житомирская область, Радомышльский р-н, с.Забелочье